# Maria Anna de Baden-Baden
Maria Anna de Baden-Baden —en alemany Maria Anna Wilhelmine von Baden-Baden— (Baden-Baden, Alemanya, 8 de setembre de 1655 - Eger, 22 d'agost de 1702) era una noble alemanya filla de Guillem de Baden-Baden (1593 - 1677) i de Maria Magdalena d'Oettingen (1619 - 1688). El 17 de juliol de 1680 es casà amb Ferran August de Lobkowicz (1655 - 1715), fill de Francesc Eusebi de Lobkowicz (1609 - 1677) i d'Augusta Sofia de Sulzbach (1624 - 1682). D'aquest matrimoni en nasqueren:
- Josep Antoni (1681 - 1717).
- Elionor (1682 - 1741), casada amb el príncep Francesc de Schwarzenberg (1680 - 1732).
- Lluïsa Anna (1683 - 1750), casada amb el príncep Anselm Francesc de Thurn i Taxis (1681 - 1739).
- Ferran (1685 - 1727).
- Jiri Cristià (1686 - 1755), casat amb Carolina de Valdstein (1702 - 1780).
- Hedwiga (1688 - 1689).
- Augusta (1690 - 1692).
- Carles (1692 - 1700).
- Leopold (1694-?).
- Maria (1696-?).
- Elionor (1698-?).